# Motorway M2
La M2 (o Motorway 2) è un'autostrada nel Kent, in Inghilterra. Costituisce un percorso alternativo della strada A2, al fine di evitare l'attraversamento di Medway, Sittingbourne e Faversham. L'autostrada è lunga 41,4 km.
La M2 è l'unica autostrada inglese che non possiede alcuna intersezione con altre autostrade.

## Storia

### Costruzione iniziale

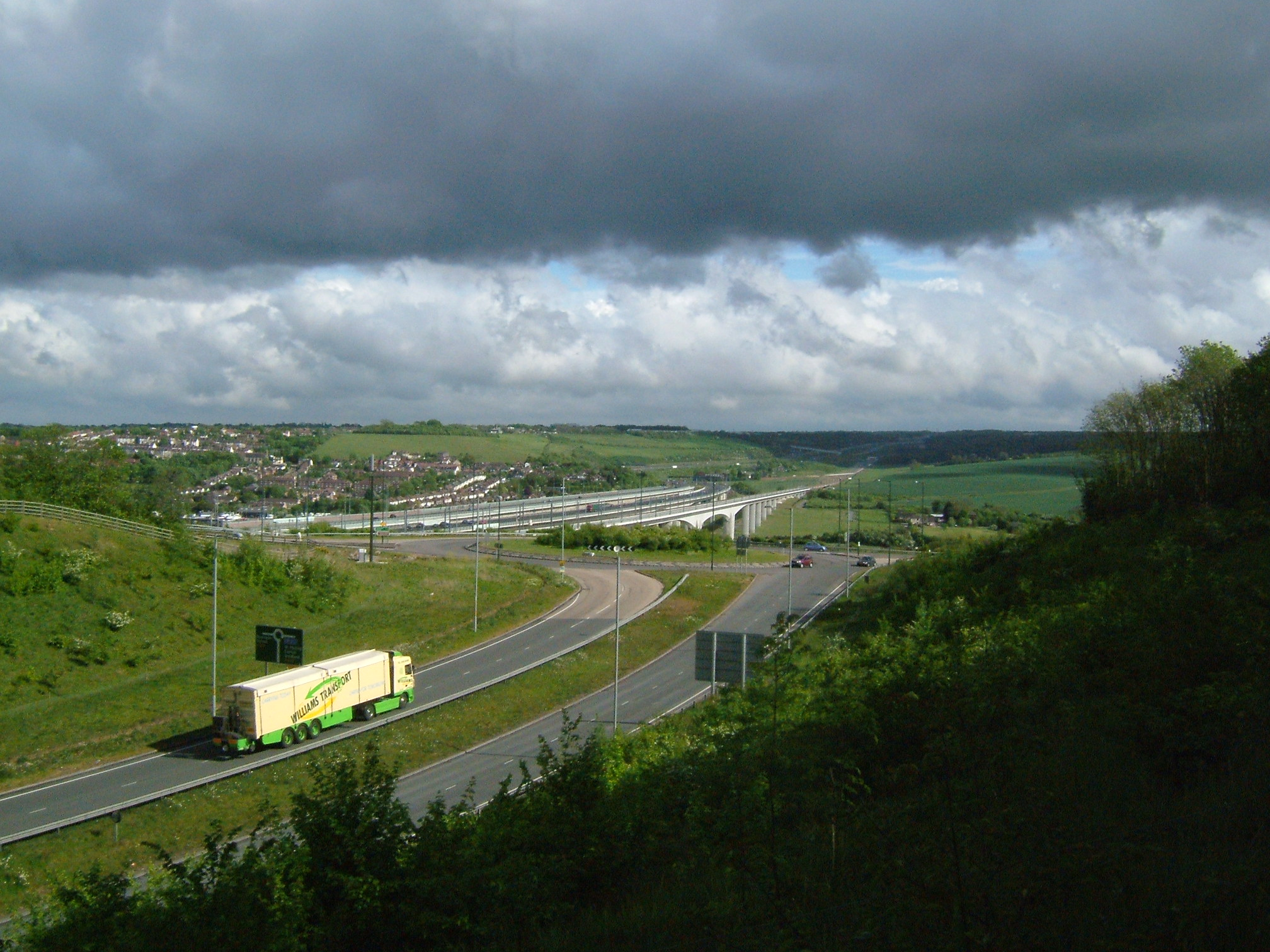
L'uscita J2 della M2, la rotatoria sulla A228, che mostra l'autostrada che attraversa la Medway e risale la Nashenden Valley. La attraversa la linea ferroviaria ad alta velocità High Speed 1.

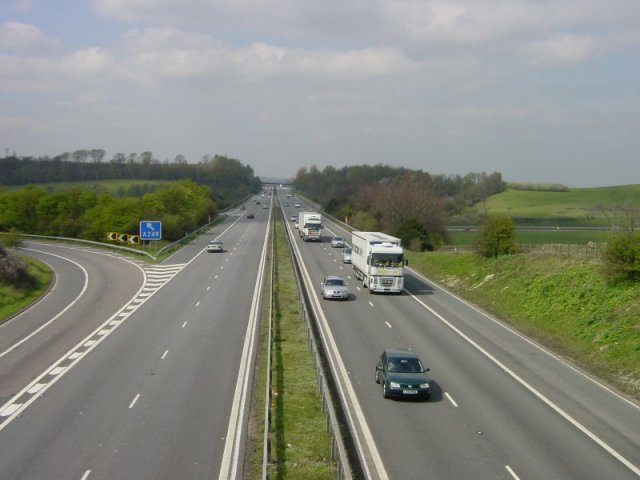
Uscita J5 della M2

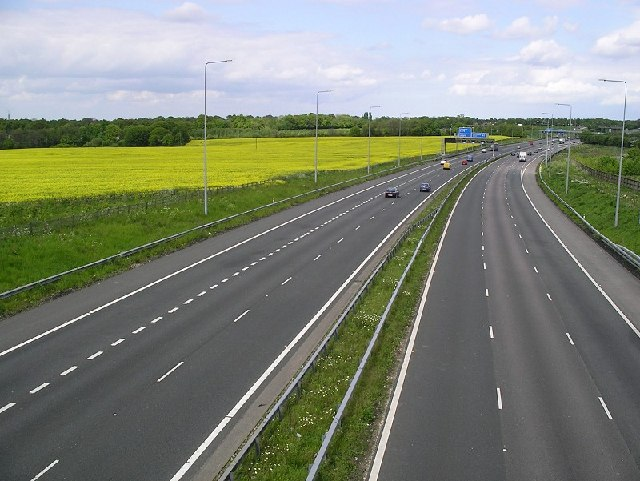
Il tratto ampliato in prossimità della riduzione di corsia presso l'uscita J4

Il tratto iniziale dell'autostrada (tra le uscite J2 e J5) fu aperto dall'allora Ministro dei Trasporti Ernest Marples il 29 maggio 1963, mentre i tratti restanti furono completati nel 1965. L'autostrada fu aperta in tre fasi:
- Uscite da J1 a J2 nel 1965
- Uscite da J2 a J5 nel 1963
- Uscite da J5 a J7 nel 1965

In origine si intendeva estendere la M2 a Londra e a Dover, rendendola la principale strada tra Londra e i porti della Manica, ma questo prolungamento non è mai stato realizzato a causa del traffico relativamente scarso.
Invece fu raddoppiata e migliorata la A2 nel tratto tra Brenley Corner e Dover.
La M2 inizialmente era indicata come A2(M), ma, a seguito del fatto che il Daily Telegraph la riportava come M2, il Dipartimento dei Trasporti adottò tale denominazione e successivamente scelse di denominare M20 il principale collegamento tra Londra e i porti della Manica.

### Modifiche delle uscite
A parte l'adeguamento delle barriere centrali di sicurezza, come fatto per tutte le prime autostrade, lo sviluppo della M2 non cambiò in maniera significativa fino alla fine degli anni 90 del XX secolo.
Il traffico che la percorreva diminuì quando fu completata la M20 da Londra a Folkestone nel maggio 1991, mentre la M2 serviva Canterbury e i porti settentrionali del Kent Sheerness e Ramsgate.
L'uscita J1 fu modificata quando, verso la fine degli anni 90, fu costruita la A289 Wainscott Northern bypass.

### Ampliamento
La M2 era ancora intasata tra le uscite J1 e J4 e risentiva dei rallentamenti causati dai mezzi pesanti alla corsia esterna.
Nel 2000 iniziarono i lavori di ampliamento della M2 da 2 a 4 corsie.
Una joint venture tra Costain, Skanska e Mowlem (CSM) costituì la società che avrebbe sviluppato il progetto.
Il progetto richiedeva la riprogettazione delle uscite J2 e J3 e la realizzazione di un secondo Medway Bridge. Il ponte esistente fu convertito al passaggio della carreggiata a 4 corsie (inclusa una corsia di emergenza) della direzione est. Il nuovo ponte scavalcava la carreggiata della direzione ovest.
L'intero tratto era illuminato da lampioni stradali (il tratto vecchio non era illuminato). Il vecchio Medway Bridge fu fisicamente ristretto rimuovendo parte del marciapiede. Il taglio del calcestruzzo per ottenere blocchi gestibili per lo smaltimento è stato effettuato con macchine per il taglio con acqua ad alta pressione.
Oggi vi è un unico marciapiede aperto al pubblico.
Il materiale di scavo del North Downs Tunnel è stato utilizzato per realizzare il nuovo terrapieno su cui corre la carreggiata per il traffico procedente in direzione di Londra tra l'uscita J2 e la Nashenden Valley.
L'ampliamento fu completato nel luglio 2003.

### Aree di servizio
La M2 fu aperta con un'unica area di servizio posta tra le uscite J4 e J5 e chiamata Farthing Corner Services, la quale era esercita da Top Rank.
Oggi le aree di servizio sono conosciute con il nome Medway services, sono gestite con il marchio Moto e sono dotate di un hotel Travelodge.
Le aree di servizio possiedono una strada di accesso alla rete locale dedicata ai veicoli di servizio e di rifornimento; il transito per questa strada, a differenza di altre aree di servizio autostradali, non è limitato con un cancello o una barriera, facendo sì che l'area di servizio diventasse un'uscita non ufficiale dall'autostrada per gli operatori economici della zona.